# Comănicea
Comănicea – wieś w Rumunii, w okręgu Dolj, w gminie Secu. W 2011 roku liczyła 302 mieszkańców.